# Total: From Joy Division to New Order
Total: From Joy Division to New Order (рус. Полностью: От Joy Division к New Order) — сборник британских рок-групп Joy Division и New Order, которые по сути являлись одним и тем же коллективом, однако, работы которых всегда выпускались раздельно. Издан в 2011 году. Альбом занял 51-е место в британском хит-параде.

## Об альбоме
Total стал первым альбомом, который прослеживал траекторию творчества коллектива от Joy Division к New Order в рамках одного диска. Сборник, прежде всего, был примечателен тем, что в него вошла ранее неизвестная песня «Hellbent», записанная New Order во время работы над альбомом Waiting for the Sirens’ Call (2005).
Обложка альбома оформлена дизайнерской фирмой Питера Сэвилла.

## Список композиций
1. «Transmission» — 3:38
2. «Love Will Tear Us Apart» — 3:26
3. «Isolation» — 2:54
4. «She's Lost Control» — 4:46
5. «Atmosphere» — 4:10
6. «Ceremony» — 4:37
7. «Temptation» — 5:24
8. «Blue Monday» — 7:29
9. «Thieves Like Us» (7" Edit) — 3:56
10. «The Perfect Kiss» (QWEST/US 7" Edit) — 4:26
11. «Bizarre Love Triangle» (Shep Pettibone 7" Remix) — 3:46
12. «True Faith» (7" Version) — 4:12
13. «Fine Time» (7" Edit) — 3:10
14. «World in Motion» — 4:32
15. «Regret» — 4:10
16. «Crystal» (Radio Edit) — 4:20
17. «Krafty» (Radio Edit) — 3:47
18. «Hellbent» — 4:29

- № 1—5: Joy Division; № 6—18: New Order.